# Jean Bünter

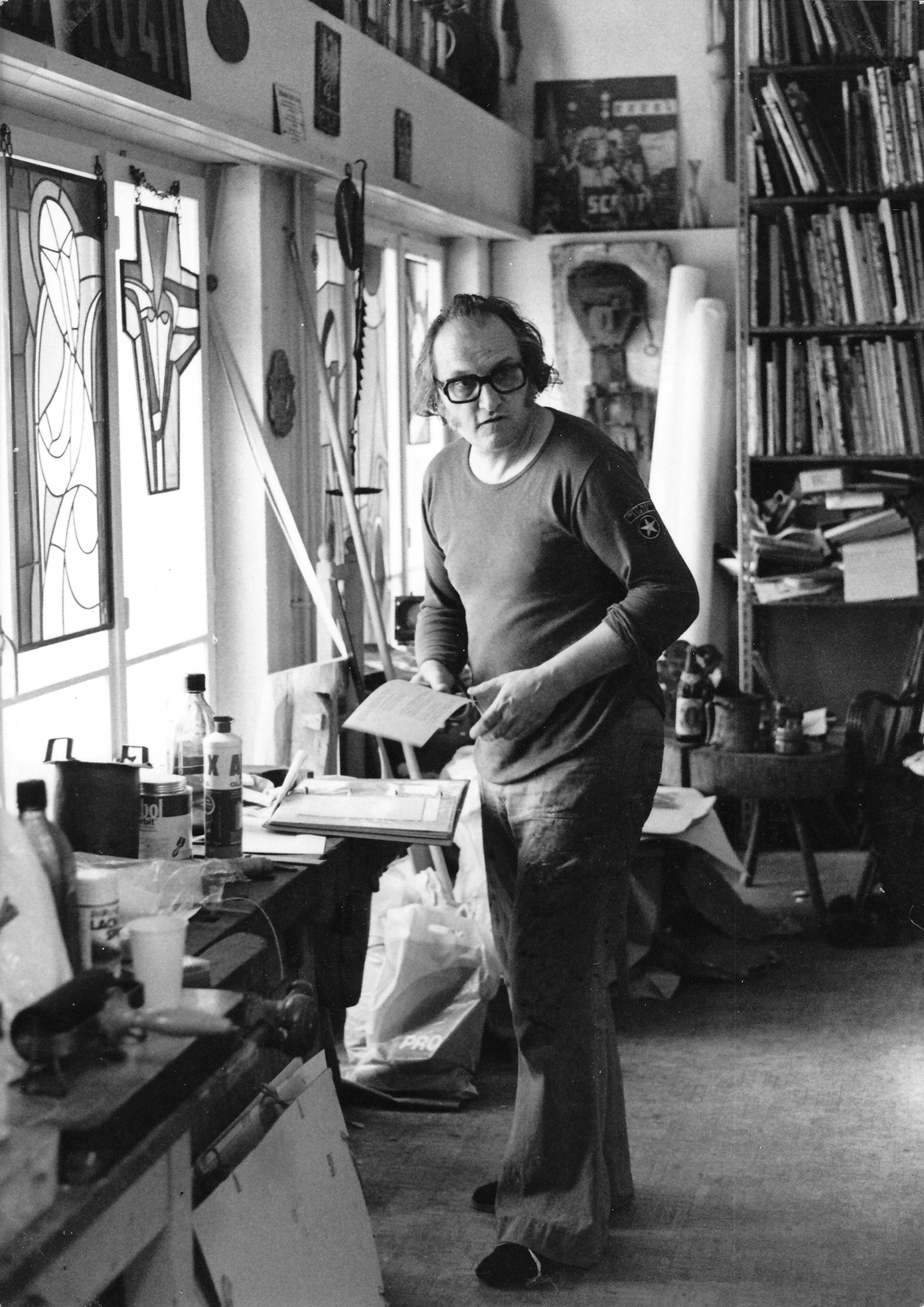
Jean Bünter in seinem Atelier

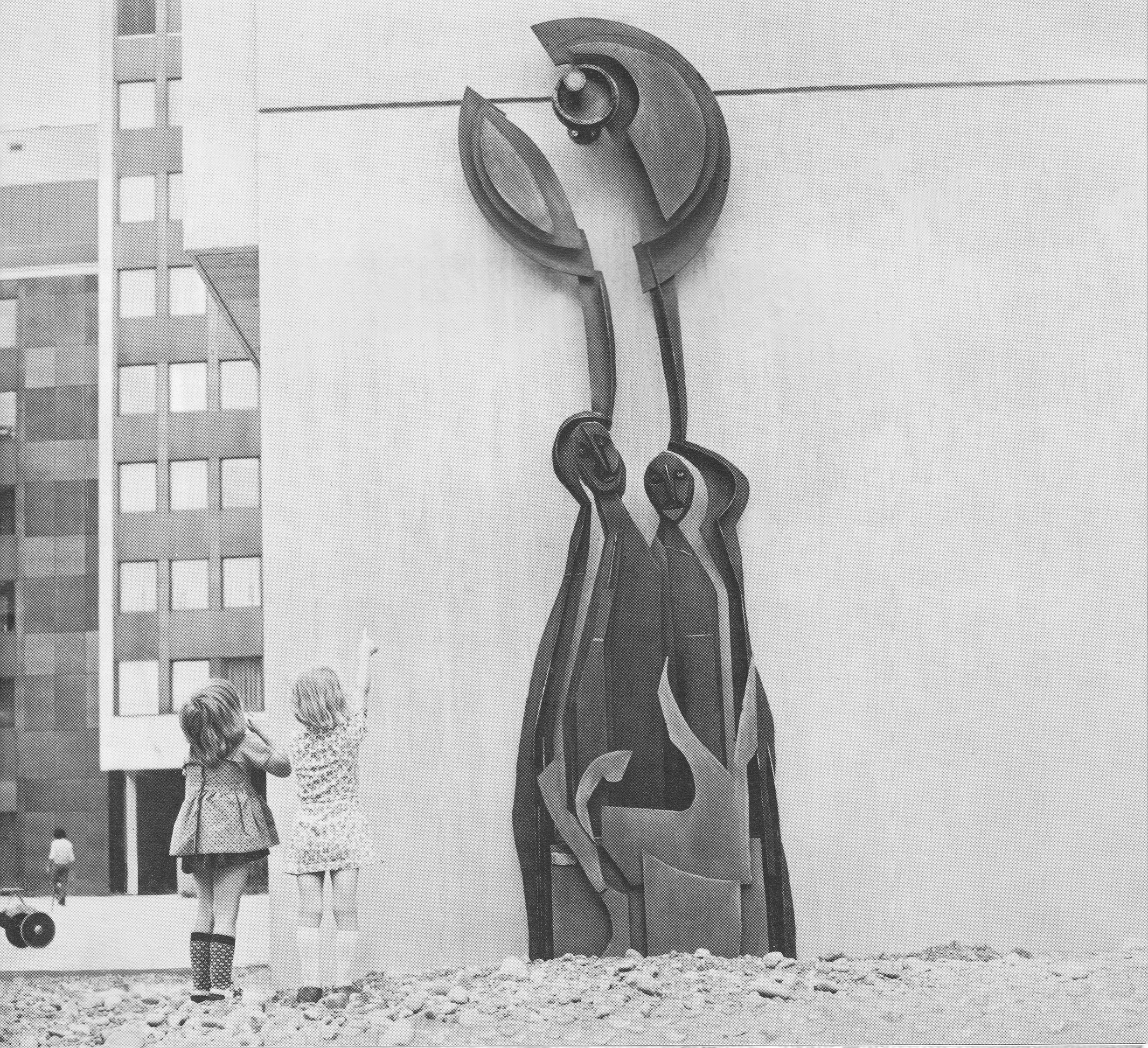
Eisenplastik Begegnung

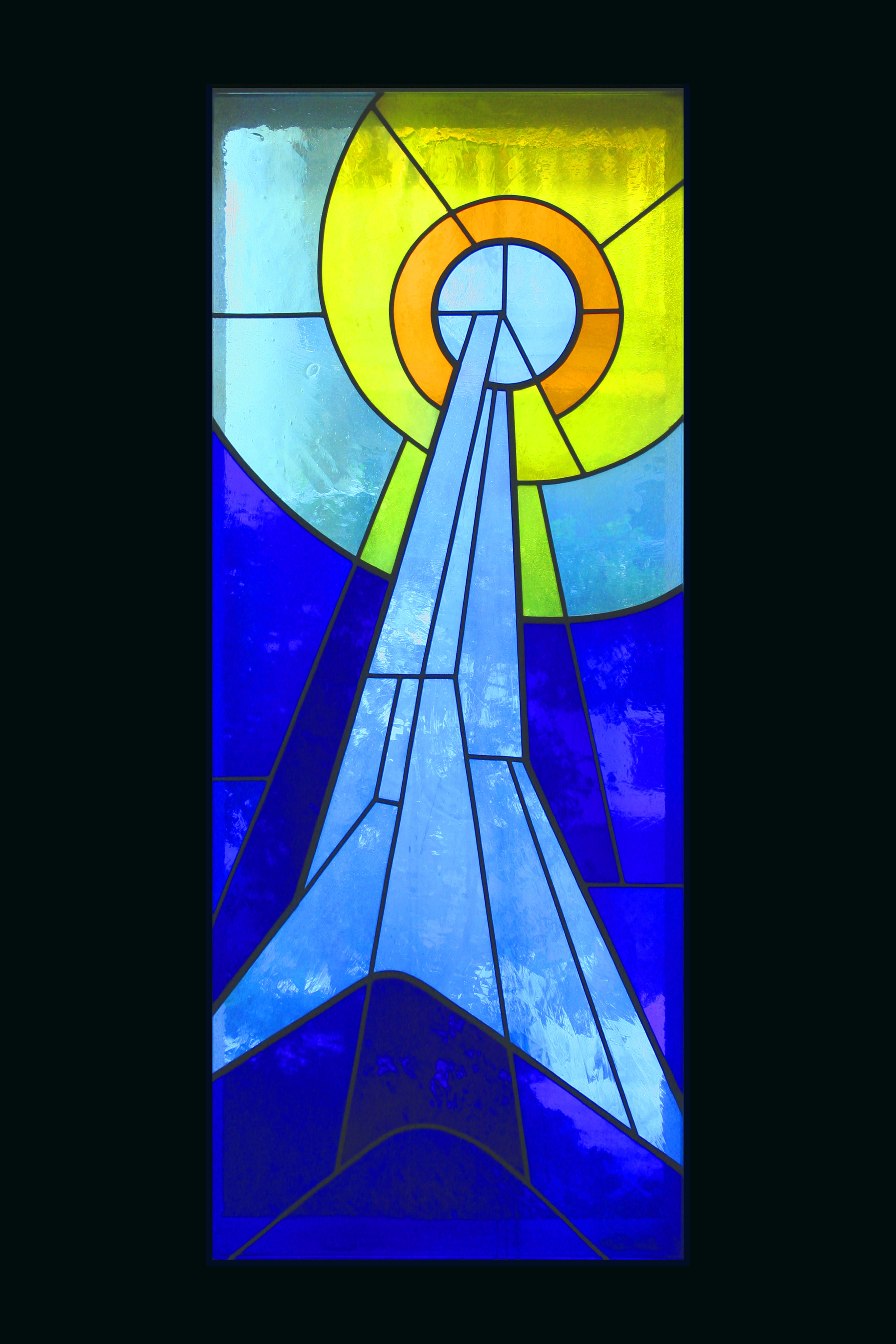
Glasfenster kath. Kirche Zumikon

Jean Bünter (* 1. Juli 1923 in Zürich; † 22. Juni 1986 in Zumikon) war ein Schweizer Maler und Eisenplastiker.

## Leben und Werk
Jean Bünter wuchs in Zürich auf und absolvierte in den Jahren 1940–1944 eine Lehre als Maschinenschlosser. Mitten im Ingenieurstudium wandte sich Jean Bünter der Kunst zu. Er lebte in den Jahren 1946–1950 in Paris und absolvierte dort die École nationale supérieure des beaux-arts de Paris sowie die Académie de la Grande Chaumière u. a. bei Othon Friesz und Ossip Zadkine. Prägend war für ihn die Begegnung mit dem Kubisten Fernand Léger, bei dem er im Jahr 1948 sechs Monate arbeitete. Nach verschiedenen Auslandsaufenthalten u. a. in Russland und China lebte Jean Bünter seit 1950 in der Region Zürich. Neben seinen Skulpturen im öffentlichen Raum und den Gestaltungen in sakralen Bauten war Jean Bünter auch als Illustrator für Publikationen der Werke von Silja Walter und Georg Trakl tätig. Jean Bünter war verheiratet mit Anita Bünter-Hippenmeyer; das Ehepaar hatte zwei Töchter, Corinne Hochstrasser-Bünter und Daniela Zwinggi-Bünter.
Jean Bünters künstlerische Verwandtschaft zum deutschen Expressionismus zeigte sich ab 1953 in der Zuwendung zum Holzschnitt und dessen linearer Gestaltung. Wichtige Themenkreise im Schaffen Bünters waren religiöse und humane Motive, die er in verschiedenen Techniken und neuen Ausdrucksformen umsetzte.

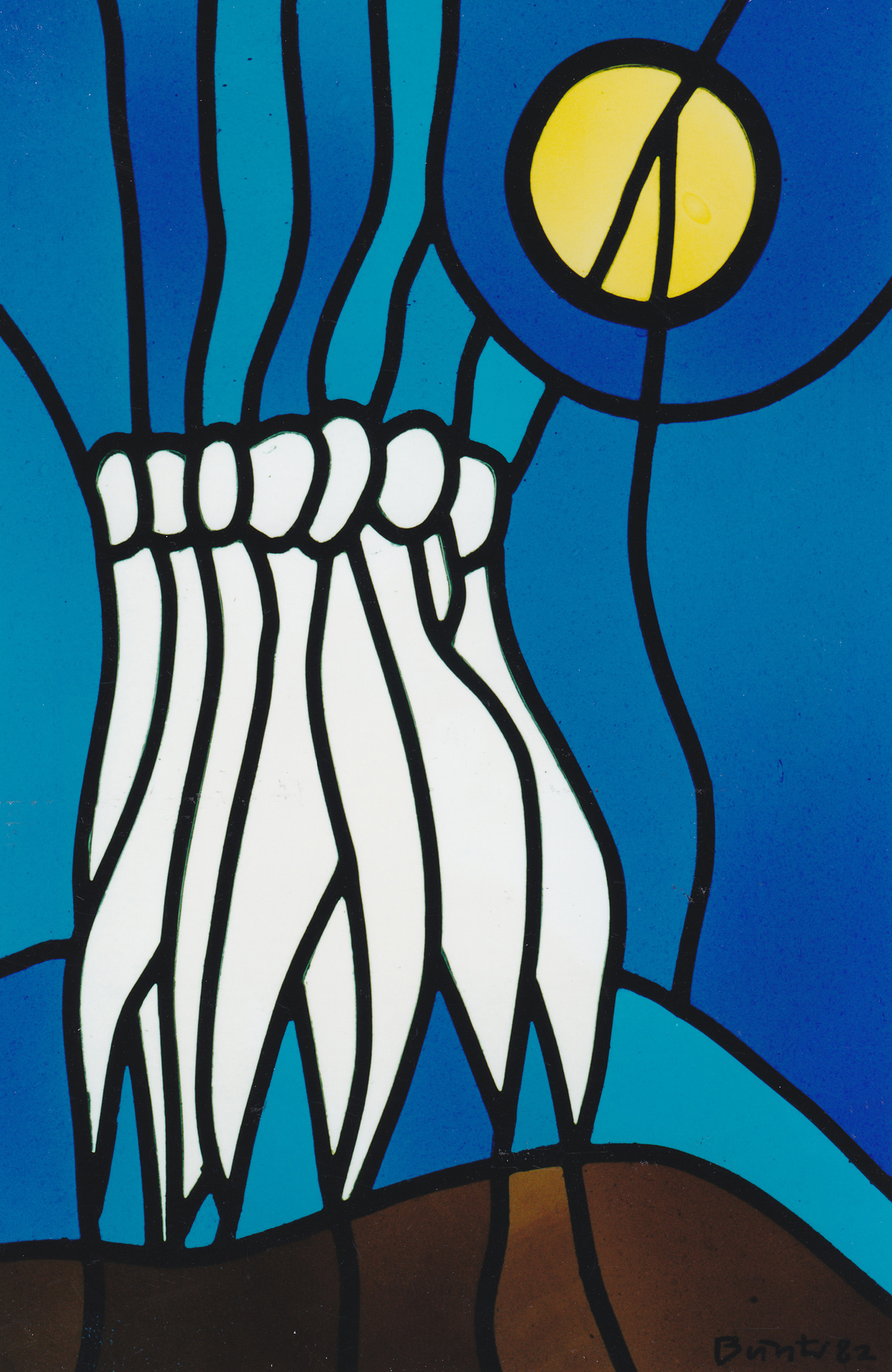
Glasfenster
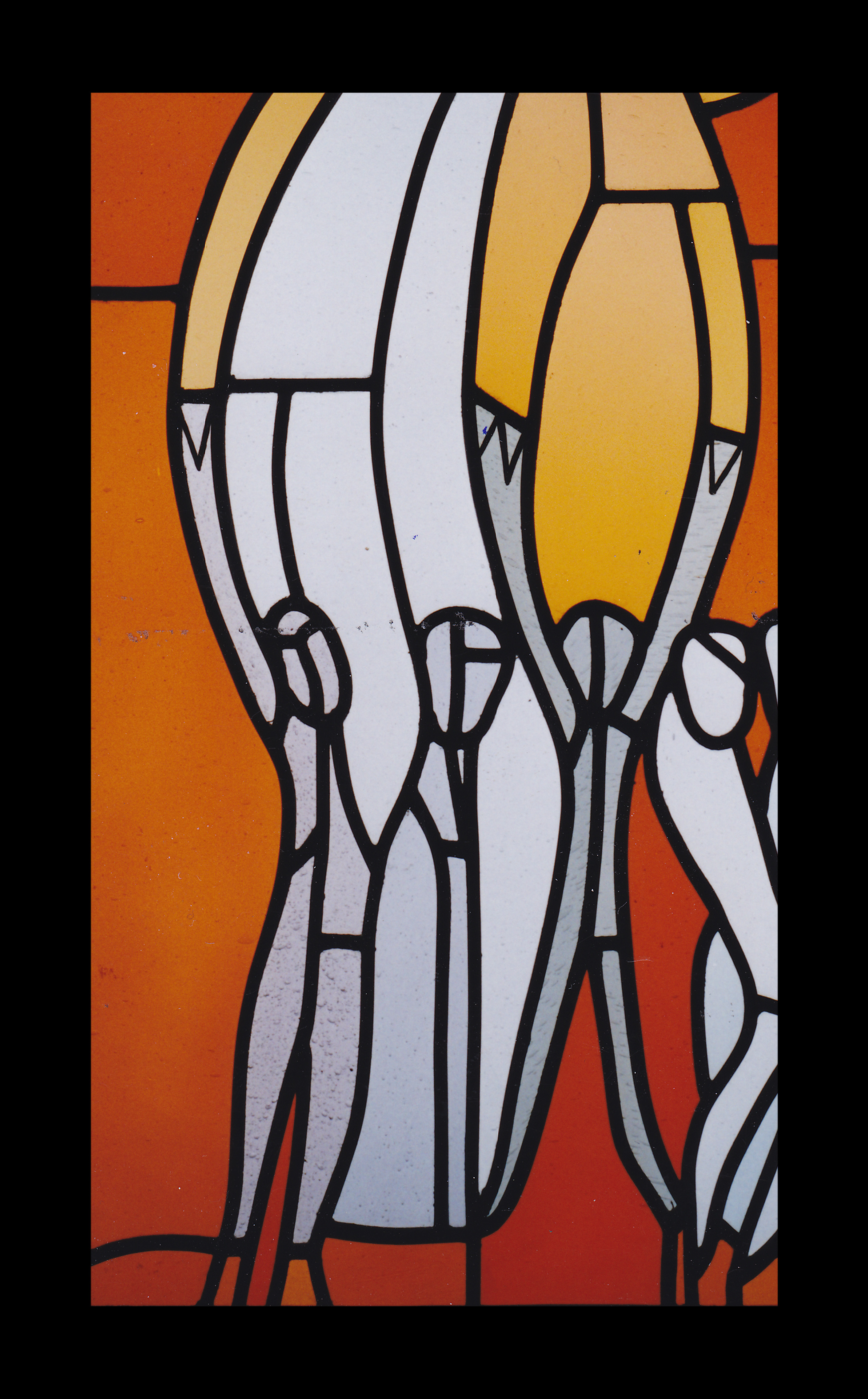
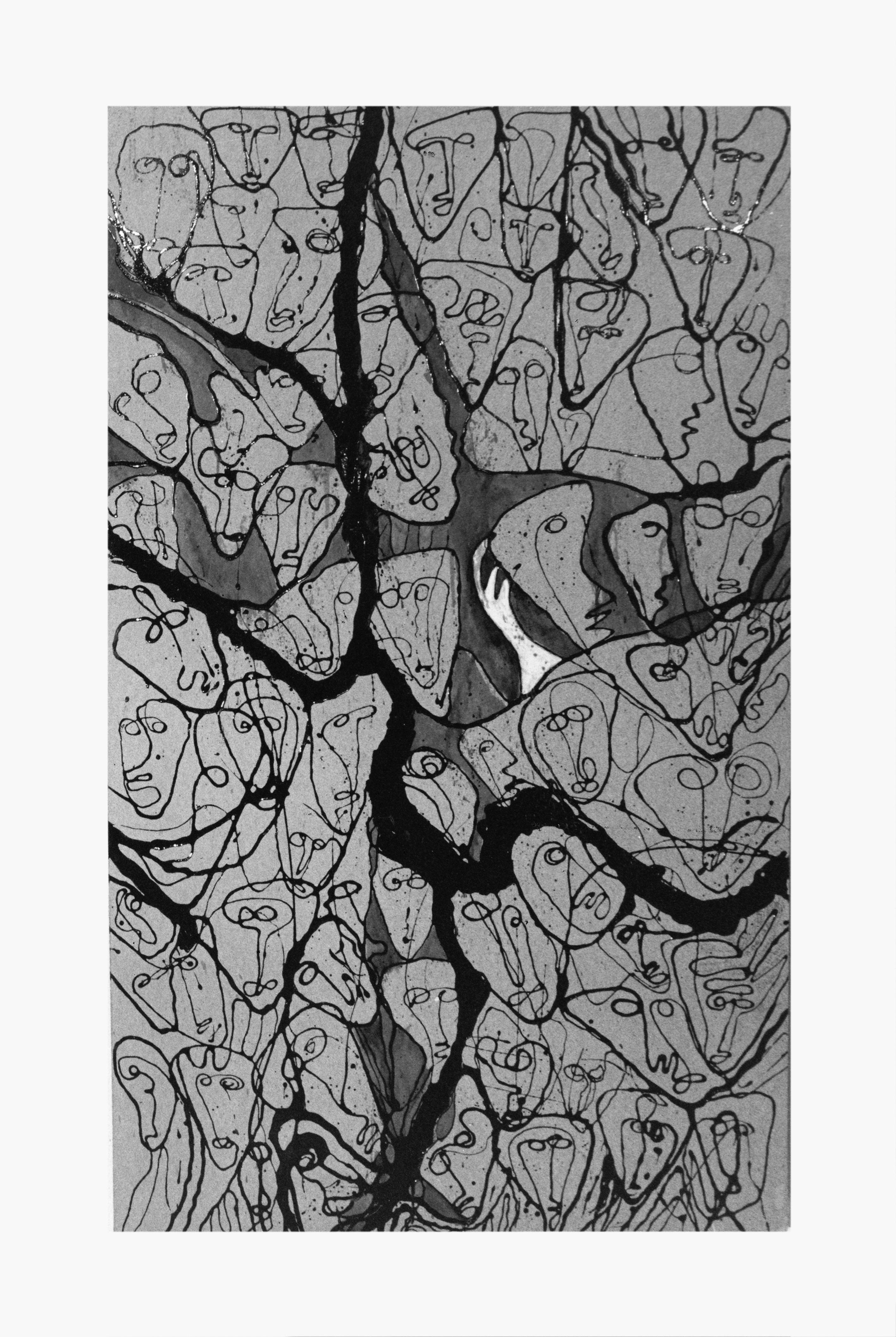
Asphaltbild
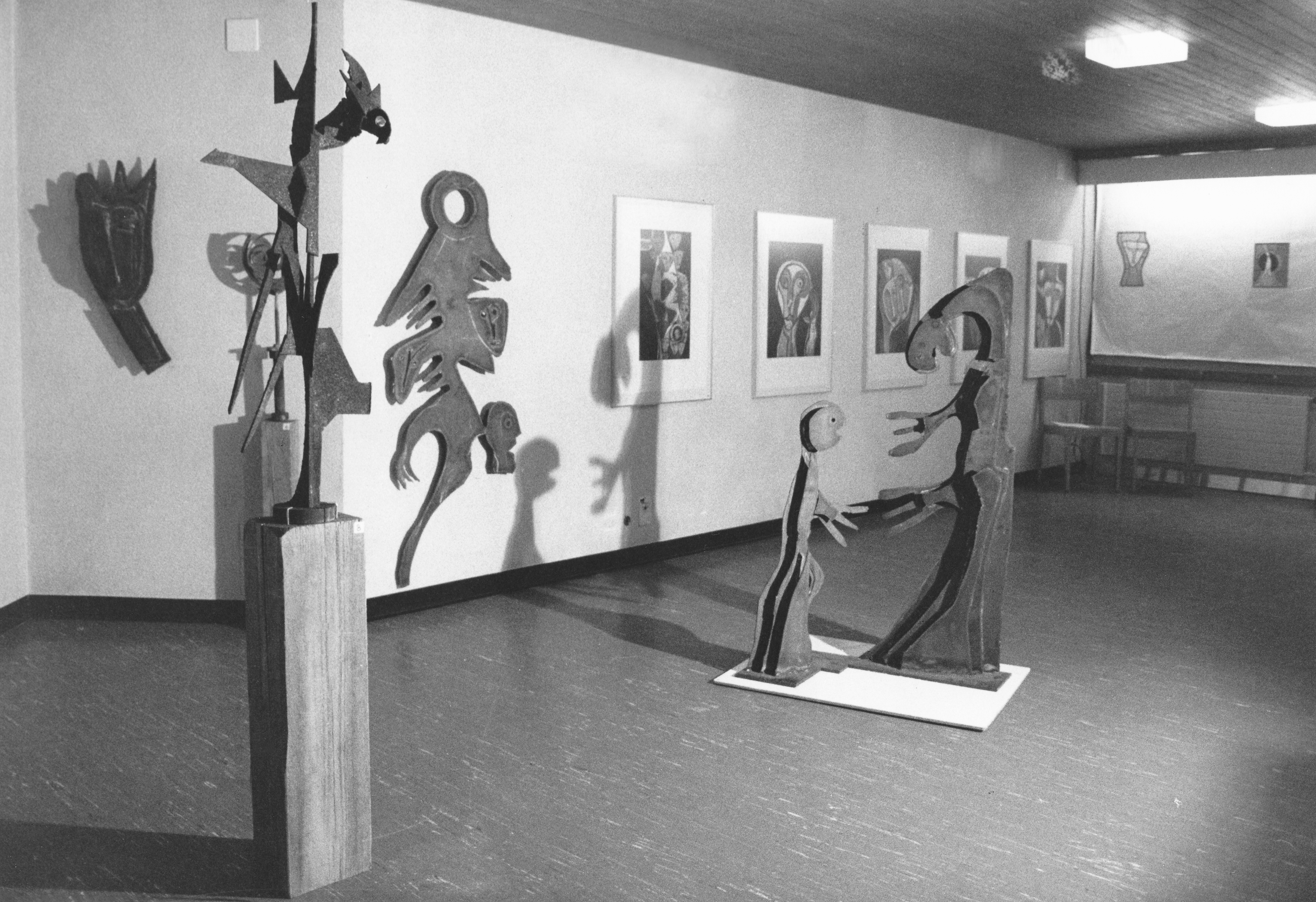
Werkausstellung
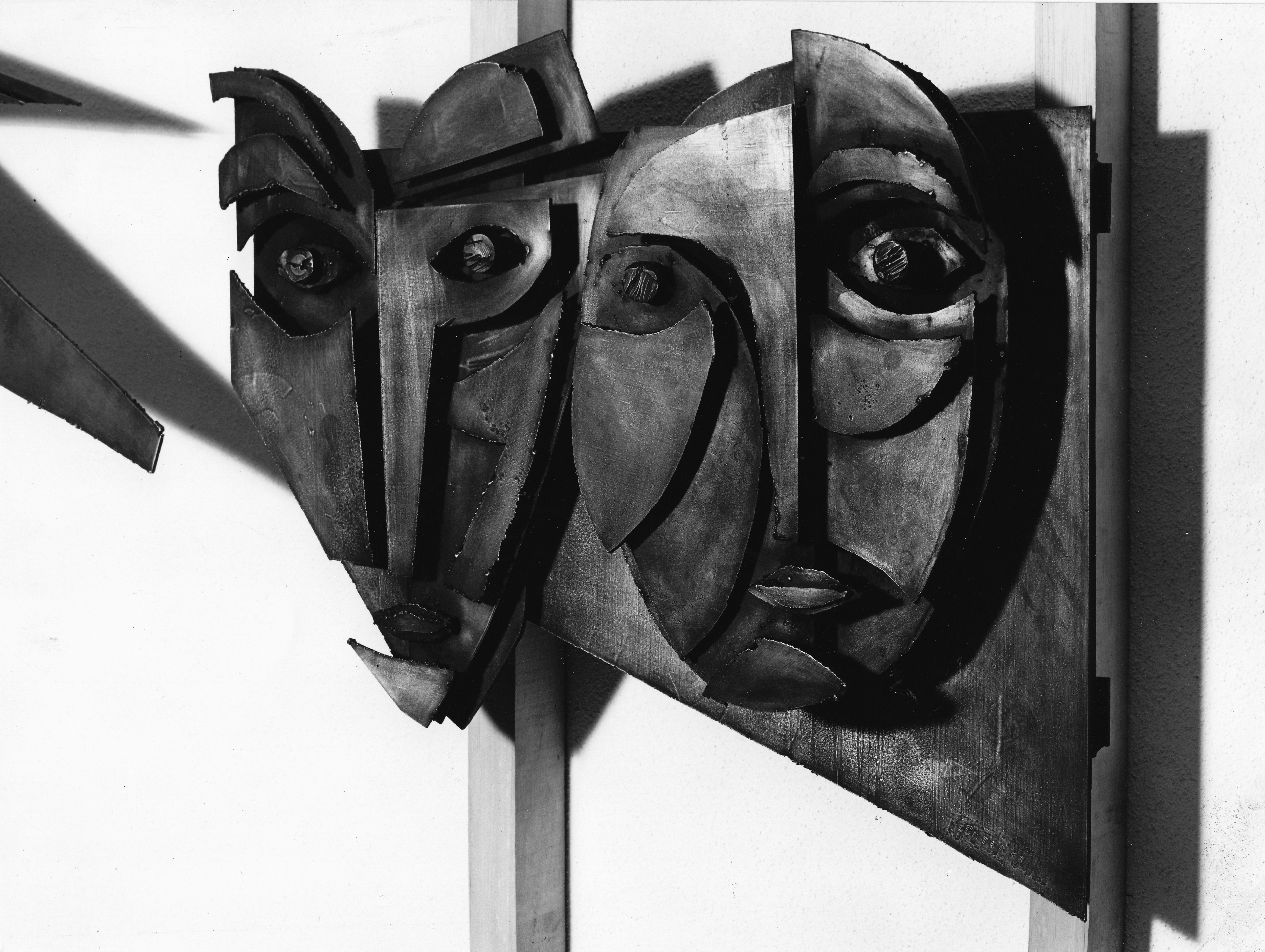
Eisenrelief
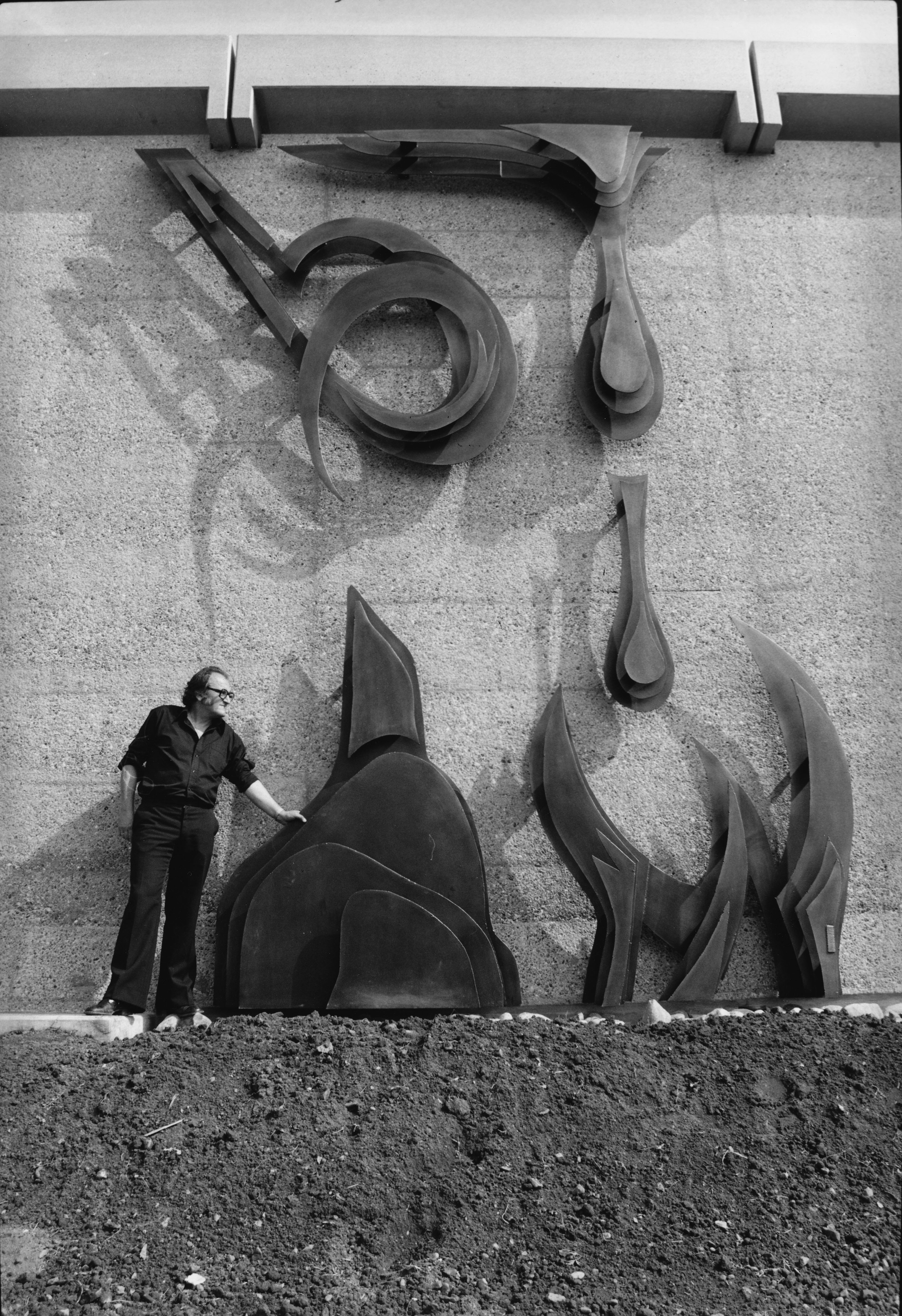
Eisenrelief Vier Elemente

## Werke im öffentlichen Raum (Auswahl)
- 1960 Katholische Kirche Rebstein SG, Glasfenster, Werktagskapelle
- 1961 Eisenrelief Trinität für die Metallwarenfabrik Netstal GL
- 1964–1965 Kapelle im Kapuzinerkloster Zürich: Glasfenster Sonnengesang des Hl. Franziskus
- 1966 Kantonsspital Nidwalden in Stans: Glasfenster Geburt – Leben – Tod im Aufbahrungsraum
- 1967–1968 Katholische Kirche Liebfrauen Zürich: Eisenrelief Gemeinschaft in der Eingangshalle zum Kirchgemeindesaal
- 1969 Stadtspital Triemli Zürich: Eisentrennwand mit eingebauten Glasfenstern Leben und Freude im Aufbahrungsraum
- 1971–1972 Katholische Kirche Herz Jesu Zürich-Wiedikon: 40 Glasfenster zum Thema Sieben Gaben des Hl. Geistes
- 1972–1973 Altersheim Werdgässchen Zürich-Aussersihl: Eisenrelief Begegnung
- 1976–1977 Mehrzweckgebäude Affoltern am Albis: Eisenrelief Vier Elemente
- 1979 Bank Hoffmann Zürich: Holzrelief Weg
- 1980–1982 Katholische Kirche Bruder Klaus Zumikon: Gesamtgestaltung mit Altar, Tabernakel und Glasfenstern
- 1981 Altersheim St. Othmar, Zürich: Zwei Glasfenster Leben und Chorgestaltung der Kapelle
- 1983–1984 Eisenrelief Licht für die Schneider AG Apparatebau Pfäffikon ZH
- 1985 Gemeindehaus Zumikon: Glasmalerei Vier Elemente in der Eingangshalle
- 1986 Kapelle im Kloster der Marianisten in Fribourg: Gesamtgestaltung und Glasfenster